# Dhanushkodi
 (mai 2023).
Si vous disposez d'ouvrages ou d'articles de référence ou si vous connaissez des sites web de qualité traitant du thème abordé ici, merci de compléter l'article en donnant les références utiles à sa vérifiabilité et en les liant à la section « Notes et références ».
Dhanushkodi est une ville fantôme d'Inde située à la pointe sud-est de l'île de Pamban, dans l'État du Tamil Nadu. Elle se situe sur le golfe de Mannar, sur le Pont d'Adam, faisant face à la localité de Talaimannar au Sri Lanka.
La ville a été détruite lors du Cyclone de Rameswaram de 1964 (en) et est resté inhabitée par la suite, envahie partiellement par les eaux.

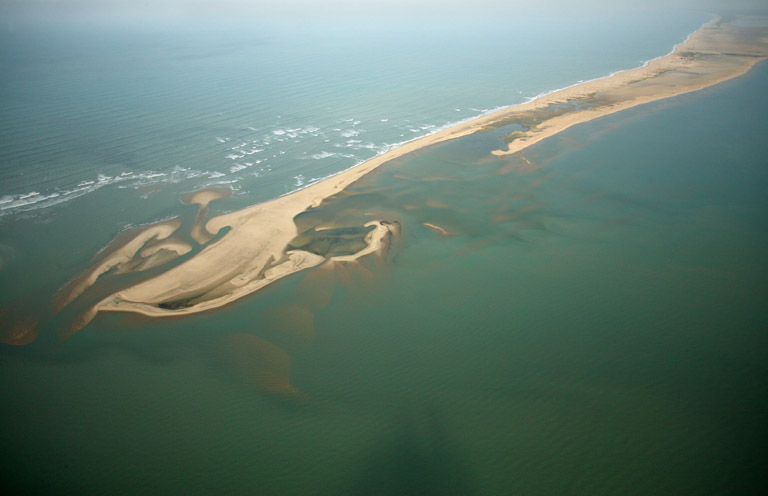
Vue aérienne.
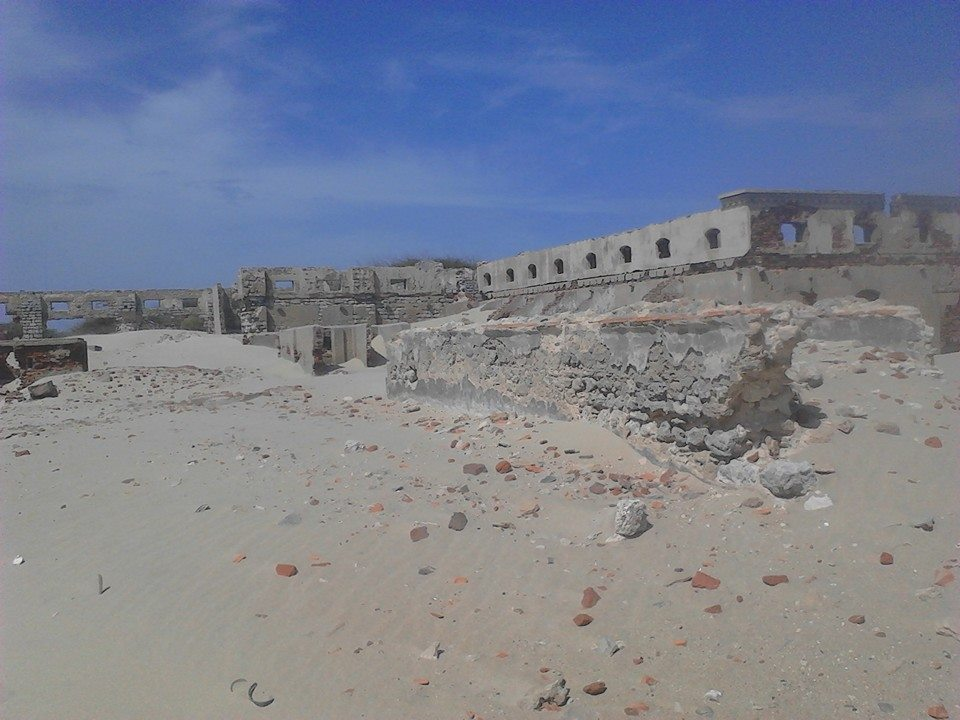
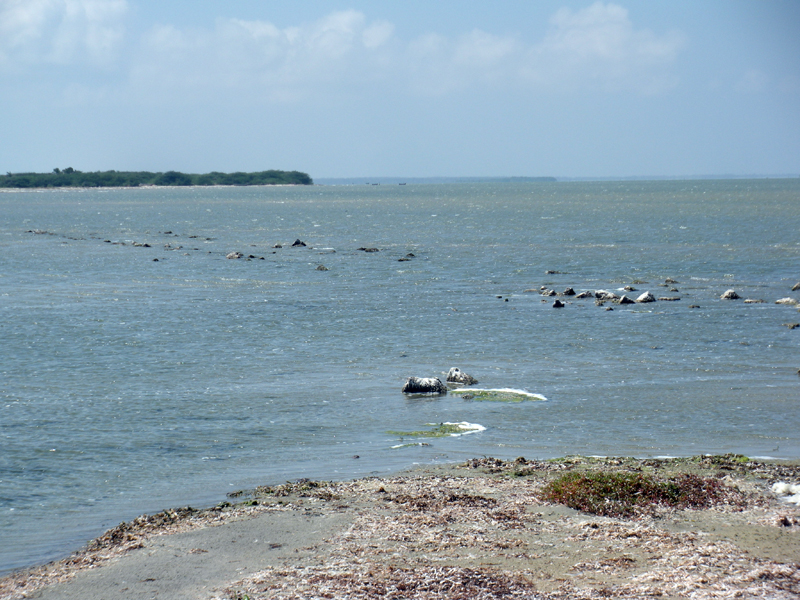
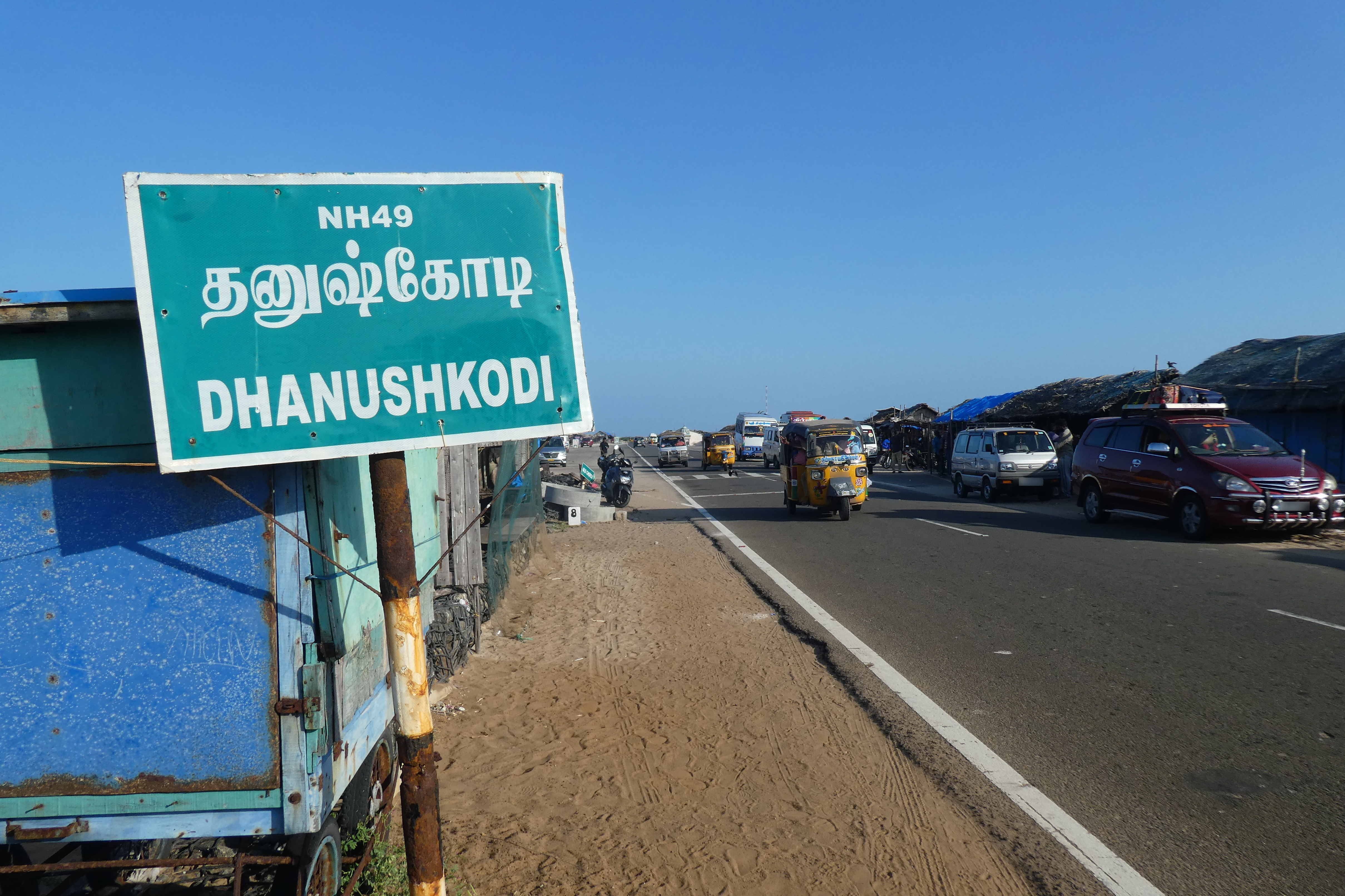
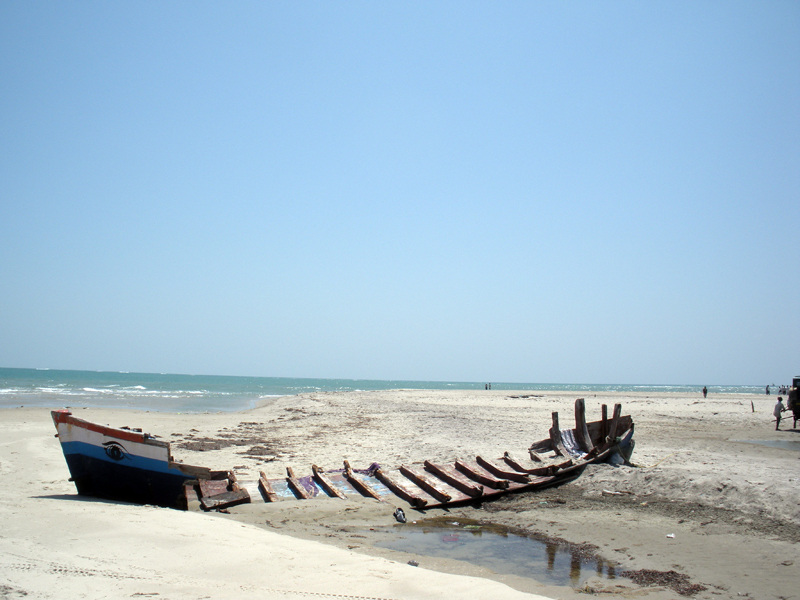
Une épave à Danushkodi (2009).
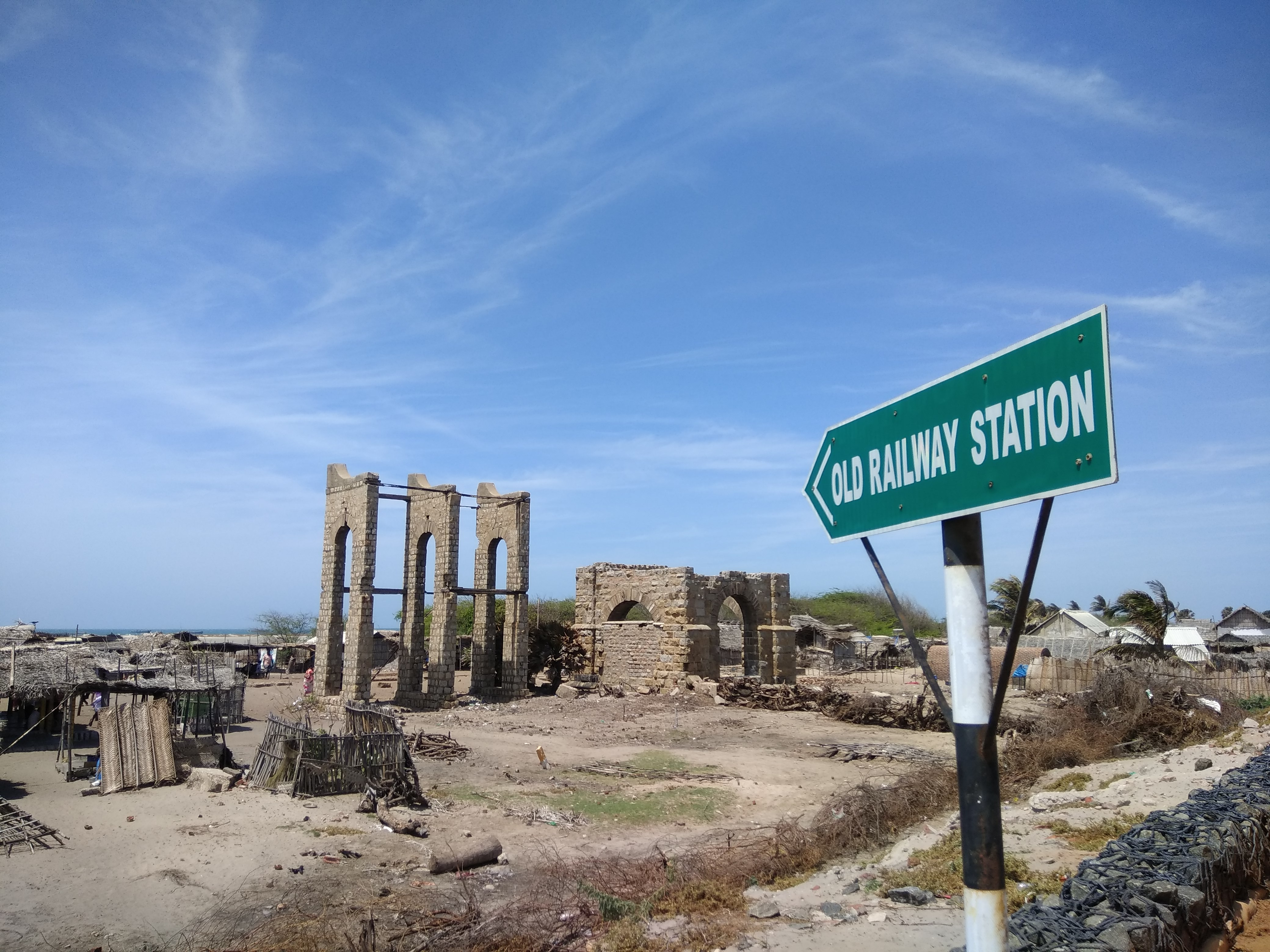
Ruines de la gare de Dhanushkodi.